# Kruis van Verdienste voor Opoffering en Plichtsbesef
Het Kruis van Verdienste voor Opoffering en Plichtsbesef (Duits: Verdienstkreuz für Aufopferung und Pflichttreue in Kriegszeiten) werd op 12 juni 1871 tijdens de regering van de Oldenburgse Groothertog Nicolaas Frederik Peter ingesteld.
De Groothertog die als trouw bondgenoot van Pruisen betrokken was bij de Frans-Duitse Oorlog van 1870, overwoog in het stichtingsbesluit dat "ein Einmütiger Geist Selbstverleugnender Hingabe und Opferwilligkeit" het land had vervuld en een glorierijke overwinning mogelijk had gemaakt. Om de eenheid tussen leger en thuisfront te benadrukken en de verdienste van de mannen, vrouwen en meisjes die in Oldenburg de krijgsinspanning hadden gesteund te kunnen onderscheiden werd het kruis ingesteld.
Het kruis, een kruis van Mantua, was van verzilverd brons en werd op de linkerborst gedragen. Er zijn geen zilveren kruisen bekend. Het Oldenburgse kruis lijkt sterk op het oudere Pruisische Herinneringskruis 1866 dat volgens Gritzner dan ook tot voorbeeld zal hebben gestrekt. In het hart van het kruis is een rond medaillon geplaatst waarin een rood geëmailleerd kruis van Genève, herkenningsteken van het Rode Kruis binnen een lauwerkrans was afgebeeld. Op de bovenste kruisarm staat een door de Groothertogelijke beugelkroon gedekt initiaal "p". Op de onderste kruisarm staat het jaartal "1870/71".
Het kruis werd aan een blauw lint met twee brede rode strepen en rode biezen op de linkerborst gedragen.
De onderscheiding wordt maar zelden op een veiling aangeboden en brengt daar ongeveer 200 euro op.